# 1931年中国
| 中国历史 / 中国历史年表                                                                                                   |
| 世紀： 19世纪中国 / 20世纪中国 / 21世纪中国                                                                               |
| 年代： 1900年代中国 / 1910年代中国 / 1920年代中国 / 1930年代中国 / 1940年代中国 / 1950年代中国大陆 / 1960年代中国大陆     |
| 年份： 1927年中国 / 1928年中国 / 1929年中国 / 1930年中国 / 1931年中国 / 1932年中国 / 1933年中国 / 1934年中国 / 1935年中国 |
| 纪年： 辛未年（羊年）、中华民国20年                                                                                       |

## 大事記
1931年起，留俄国际派掌控中国共产党大权，观念和目标并不切合中国实际状况，仍然高談无产阶级革命，企图占领都市，继而使各省独立。

### 1月
- 1月1日——中國國民黨中央黨部及國民政府舉行慶祝元旦大會，國民政府主席蔣介石等黨政要員在南京首都機場閱兵，同日蔣介石發表新年文告，提出民國二十年最切要之兩事為敬教、勸農，立法院院長胡漢民發表《我們今後的任務》一文，稱今後惟一之任務是協助人民籌備地方自治；國民政府令：張學良、何應欽、朱培德、楊樹莊特賜榮褒；國民政府令：授予劉峙、韓復榘、何成濬、陳調元、王金鈺、陳濟棠、朱紹良、徐源泉、王樹常、于學忠等68人寶鼎勳章[2]:3757。
- 1月3日——紅一方面軍在東韶從西、南、北向譚道源師發起猛攻，至下午，紅軍突破譚師陣線，形成合圍之勢，譚率殘部突圍東逃，是役譚師被殲大半，團長黃敬、團附譚濟康被擊斃，棄步槍千餘支，機槍40餘挺，至此對江西紅軍發動之第一次「圍剿」結束[2]:3758。
- 1月5日——蔣介石在國民政府紀念周報告本年政府最重要之兩大工作，一為召開國民會議，一為廢除不平等條約[2]:3758-3759。
- 1月6日——國民政府任命馬麒代理青海省政府主席；國民政府銓敍部成立，為負責官吏甄別考核和任用之政府機構[2]:3759。
- 1月8日——國民政府任命錢永銘為駐法國特命全權公使，原任高魯免職[2]:3760。
- 1月10日——蔣介石在勵志社設宴招待在南京黨政軍要員，並發表演說，略謂「中國貧弱的原因是由於現在處在二十世紀的消費時代，而中國本身只有十八世紀的生產能力」，並強調要「節流」[2]:3761。
- 1月11日——蔣介石原定新年後北上巡閱，因「剿共」緊張，須坐鎮調遣，是日宣布延期北行，同日蔣電令各「剿共」部隊限本年4月30日為「剿共」結束日期[2]:3761。
- 1月13日——國民政府特派邵元沖為高等考試覆核委員會委員長[2]:3762。
- 1月15日——國民政府令：軍政部常任次長陳儀改任軍政部政務次長，任命曹浩森為軍政部常務次長；天津比租界收回，中國政府在天津比租界工部局舉行接收典禮，中國外長王正廷，接收專員臧啟芳，河北省政府主席王樹常及比利時總領事代表比國政府出席，收回之比租界改名為天津市第四特別區；中共蘇區中央局在江西瑞金成立，任命周恩來為書記，未到職前由項英代理，同時成立革命軍事委員會，項英兼軍委主席，毛澤東、朱德為副主席，紅一方面軍總前委撤銷[2]:3764。
- 1月16日——蔣介石、張學良聯名代電，委任宋哲元、商震、徐永昌、楊愛源、傅作義分別為陸軍第三、四、五、六、七軍軍長委任龐炳勳、孫殿英、楊效歐、馮鵬翥、孫楚、楊澄源、王靖國、楊耀芳、李生達分別為陸軍第一至第九師師長，傅作義兼任第十師師長，周玳為炮兵監，至此西北編遣問題告一段落；國民政府通電，陸海空軍副司令官張學良業已宣誓就職，自本年1月起，總司令部各公文均由張學良副署[2]:3764-3765。
- 1月17日——國民政府令：特派林森、劉紀文為首都建設委員會常務委員；國民政府據內政部呈准河南省政府咨請裁撤開封、鄭州兩市，是日指令照准，並令行政院轉飭遵照[2]:3765。
- 1月19日——蔣介石設宴招待內政會詓之各省民政廳長，並指示「介紹當地官吏加入國民黨」，1月21日蔣函囑內政會議秘書處通知出席會議人員，凡大月未加入中國國民黨而願意入黨者，均可入黨[2]:3766。
- 1月21日——張學良在瀋陽東北邊防公署接受日本天皇所贈旭日大勳章，日駐瀋總領事林久治郎代表日本天皇授勳，東北各軍政要員均參加授勳儀式[2]:3767。
- 1月22日——蔣介石電委孫連仲為「江西清鄉督辦」，並令孫部自本月27日開拔，限2月14日前全部入江西[2]:3767。
- 1月26日——國民政府令：特派戴季陶為國民會議選舉總事務所主任；蔣介石在國民政府向何成濬、王金鈺、陳儀、楊杰、賀耀組、馮軼裴、張治中、張惠長、賀國光、陳紹寬、俞飛鵬、谷正倫、夏斗、上官雲相等參與「剿共」作戰有功之軍事將領24人授予寶鼎勳章；蔣介石任命韓德勤為南昌衛戍司令，所有第五十二師及獨立第十四旅均歸其指揮[2]:3769。
- 1月27日——蔣介石為統一指揮湖南、湖北、江西、福建「剿共」事宜，特令軍政部長何應欽任「湘鄂贛閩剿匪司令」，代行總司令職權，指揮四省「剿共」部隊及武漢、南昌兩行營，同日蔣電令魯滌平兼任第十八師師長[2]:3769。
- 1月31日——國民政府任命各部常務次長：內政部張我華、外交部王家楨、軍政部曹浩林、財政部李調生、教育部陳布雷、交通部韋以黼、鐵道部黃漢梁、實業部鄭洪年、穆湘玥[2]:3772。

### 2月
- 2月初——蔣介石派何應欽兼任南昌行營主任，20萬人推進中央革命根據地；3月下旬，毛澤東、朱德率領紅一方面軍主力3萬多人從根據地北邊後撤到廣昌縣、寧都縣、瑞金縣；毛澤東隨方面軍總部到寧都縣青塘[3]:242。
- 2月1日——蔣介石約陳濟棠、黃紹竑商談桂軍編制及桂省善後事宜，同日蔣介石、胡漢民接見中國國民黨四川省黨務指導委員向育仁詢問川事[2]:3772。
- 2月6日——蔣介石頒布豫鄂皖邊區綏靖訲劃，並召第二十三師師長李雲杰到南京面授機宜[2]:3776。
- 2月7日——國民政府令：特派孫科為國民會議選舉總事務所副主任[2]:3776。
- 2月8日——蔣介石邀莫德惠商洽對俄方針[2]:3777。
- 2月13日——蔣介石、張學良聯名電委高桂滋為第十一師師長[2]:3780。
- 2月14日——國民政府令：特派黃紹竑為廣西善後督辦，伍廷颺為廣西善後會辦[2]:3781。
- 2月19日——內政部為整頓全國警政，將公安局改為警察局，省警務處改為廳，分咨各省、市遵行[2]:3785。
- 2月21日——國民政府特任茹欲立為審計部部長，審計院撤銷[2]:3786。
- 2月27日——國民政府令：特派劉湘為四川善後督辦，所有四川各軍歸劉湘全權編遣[2]:3787。
- 2月28日——蔣介石與胡漢民因「約法」問題矛盾激化，蔣極力堅持在召開第四次全國代表大會時，制定「訓政時期之約法」，胡則堅決反對國民會議議及「約法」，是日蔣以胡操縱黨務、把立法院、阻止外交、包庇反動（指許崇智）、破壞約法等罪，在南京將其拘禁，寧粵分裂自此開始；國民政府任張靜江為建設委員會委員長，曾養甫為副委員長；國民政府令：劉鎮華、蔣光鼐晉給一級寶鼎勳章[2]:3788-3789。

### 3月
- 3月1日——第二十五軍軍長王家烈被委為湘黔邊區「剿匪」司令[2]:3790。
- 3月2日——中國國民黨中常會開臨時會議，出席者為丁惟汾、葉楚傖、朱培德、于右任、戴季陶、孫科、蔣介石，在南京中央委員均列席，通過蔣介石等12人提議召開國民會議制定約法之提案，並推吳敬恒、李石曾、于右任、丁惟汾、王寵惠、葉楚傖、邵元沖、劉蘆隱、孔祥熙、邵力子、蔡元培11人為約法起草委員，會議以胡漢民反對在國民會議上制定約法，決議免去胡國民政府委員、立法院院長本兼各職，選任林森為立法院院長，邵元沖為國民政府委員兼立法院副院長，林森未回國前，由邵代理院長；蔣介石在國民政府紀念周報告「約法」問題，略謂召集國民會議，制定「約法」是「中華民國能否確保和平統一、永免戰禍之唯一關鍵」，胡漢民「身負黨國重任」，對制定「約法」「獨持異議」，「不顧本黨與國民全體之公意，在中央未有具體決議之前，徒憑個人見解，發表國民會議不當議及約法之言論」，「重貽黨國無窮之禍患」，但念胡「曾著勞績」，准胡「稱病辭職」，以求「公私兩全」[2]:3790-3791。
- 3月3日——第二十六路軍總指揮孫連仲偕參謀長趙博生等抵南京，向蔣介石示入江西機宜，3月5日蔣在總司令部召集孫部入江西營以上軍官訓話，交待進攻紅軍之手段和方法，並派人對孫部官兵分發賞洋，3月9日孫率指揮部全體人員離開南京赴江西，騎兵師長關樹人隨行；張學良委戢翼翹、富占魁為晉軍正、副點驗委員長；東北大學改行委員制，張學良任委員長，臧式毅等任委員，副校長劉鳳竹辭職[2]:3791-3792。
- 3月5日——中國國民黨中常會決議：增選張景惠、劉尚清為中央政治會議委員，圈定蔡廷鍇、謝儀仲、余漢謀、馮天如、陸匡文為廣東省黨部第四屆監察委員；戴季陶、孫科往湯山看望胡漢民，陳濟棠電胡表示慰問[2]:3793。
- 3月7日——戴季陶、邵元沖、劉蘆隱、陳立夫在立法院會商胡漢民事，決定由戴、邵二人赴湯山迎胡回南京，同日南京衛戍司令通知各報，不得登載胡發表之任何文字；古應芬由廣州電國民政府請辭文官長職，並表示俟病愈後即出洋[2]:3794。
- 3月8日——胡漢民由湯山回南京寓所，門前貼有「遵醫生囑須靜養，凡來訪賓客概不接見」之啟事[2]:3795。
- 3月10日——陸海空軍討逆陣亡將士追悼大會在南京舉行，蔣介石主祭，于右任、王寵惠、蔣介石分別代表中國國民黨中央、國民政府、陸海空軍總司令致詞，蔣稱自北伐以來6年中死亡士兵達30餘萬，上年閻、馮叛變及「剿共」死亡官兵2,480人，士兵3.4453萬人，傷者7萬餘人，撫恤費已發2,200餘萬元[2]:3796。
- 3月11日——中國國民黨中政會決議：設立警察總監，直隸於行政院，總攬全國警務，首都警察廳移歸其管轄，3月14日國民政府特任吳鐵城為警察總監[2]:3797。
- 3月12日——李文範自香港電國民政府請辭立法院秘書長職[2]:3798。
- 3月13日——江西省地方整理委員會在南昌成立，以何應欽為委員長，魯滌平為副委員長，孫連仲、王金鈺等為委員[2]:3798。
- 3月18日——項英主持召開中共蘇區中央局第一次擴大會議，毛澤東反對紅一方面軍撤離根據地[3]:243。
- 3月20日——張作相因張學良即將赴北平陸海空軍副司令行營辦公，是日回瀋陽坐鎮[2]:3801。
- 3月23日——蔣介石電第二十八師師長公秉藩，以該師在吉安附近進攻紅軍有功，特呈國民政府頒給二等寶鼎勳章一枚，並賞給該師及羅霖之第七十七師各一萬元[2]:3802。
- 3月24日——蔣介石通令全國各軍、師，今後對「匪共」一律改稱「赤匪」，一利宣傳，二利軍事[2]:3803。
- 3月27日——南昌行營下達向江西紅軍進行第二次「圍剿」總攻擊令，限各部4月1日開始攻擊前進，各路軍均已調集完畢[2]:3804。
- 3月30日——柯維喇出任澳門第112任總督[2]:3806。
- 3月31日——陸海空軍總司令部所設戰史編輯委員會組織就緒，朱培德、葛敬恩分任正、副委員長，陳紹寬、楊杰、陳輝、毛思誠、俞飛鵬、邵力子等3人為常委，錢卓倫等22人為委員，定一年後完成北伐以來之戰史[2]:3806。

### 4月
- 國民政府決定，今後外國軍艦抵華，在吳淞口停泊[2]:3825。
- 4月1日——何應欽奉蔣介石命率部隊20餘萬人，對江西中央蘇區紅軍第二次「圍剿」，採用「穩札穩打，步步為營」之作戰方針，兵分四路進迫中央革命根據地；中共鄂豫皖中央分局書記兼軍事委員會主席張國燾、少共鄂豫皖中央分書記陳昌浩，由上海啟程赴鄂豫皖蘇區，4月14日到達黃安七里坪，旋即布置紅四方面軍以一部兵力肅清蘇區顧敬之團匪，打通商城至光山之聯繫，主力準備截斷國軍長江防線，配合中央紅軍第二次反「圍剿」；張學銘就任天津市市長，同日天津衛戍司令部成立，王樹常任司令[2]:3807。
- 4月3日——內政部、教育部規定4月4日為兒童節[2]:3809。
- 4月7日——陳誠奉蔣介石令任國民革命軍第十八軍軍長，節制第十一、十四兩師及炮兵、攻城兩旅，是日在武昌成立司令部[2]:3811。
- 4月8日——中英庚款董事會在南京正式成立[2]:3811。
- 4月17日——中共蘇區中央局在寧都青塘開第一次大會，增選彭德懷、林彪、周以栗、曾山、陳毅5人為中央局委員；張學良離開瀋陽赴北平主持陸海空軍副總司令行營，4月18日抵達北平，駐順承王府[2]:3817。
- 4月19日——蔣介石偕宋美齡奉化返回南京，王正廷向蔣報告法權問題交涉情況[2]:3818。朱德、毛澤東命令：「目前敵軍的行動似以寧都為目標，步步為營地向我軍前進……決心以極迅速行動首先消滅王金鈺敵軍，轉向敵軍圍攻線後方與敵軍作戰，務期各個消滅敵軍，完成本軍任務」[3]:246。
- 4月23日——外交部長王正廷在南京分別與挪威公使歐伯、荷蘭公登科簽訂中挪、中荷撤銷領事裁判權協定草案；蔣介石電令武漢行營，升任第四十八師旅長張振漢為第四十一師師長，張師由該旅原有部隊擴編[2]:3821。
- 4月24日——國民政府公布《國民會議組織法》，凡28條；張學良召集副司令行營全體職員訓話，謂本人不在北平時，行營工作由參謀長戢翼翹負責，同日張在私邸接見歐美記者，謂此來北平專為組織行營，將來瀋陽設辦公處，北平設辦事處，本人三分之二時間住瀋陽，其餘時間分住北平、南京[2]:3821。
- 4月26日——魯滌平到達南京，向蔣介石報告江西省最近「剿共」情況，稱「剿共」軍齊集廣昌、寧都，正聯絡由湖南入萍鄉、萬載之各軍聯合對紅軍實行大包圍；西藏駐京辦事處成立，該處總代表為棍却仲尼[2]:3822-3823。
- 4月27日——中國國民黨中常會決議：改派陳果夫、劉紀文、林煥庭、黃為材、趙棣華、蔣介石、何應欽、王柏齡、熊斌、傅煥光、夏光宇為建築陣亡將士公墓籌備委員會委員，劉紀文為主席[2]:3823。
- 4月28日——張學良在北平接見山西、綏遠各軍將領，對山西、綏遠善後提三辦法：一、各軍自動實行裁減，俾達收支適合；二、山西、綏遠駐軍太多，擬請中央調開一部；三、山西、綏遠裁厘後，收入甚微，擬整稅收，維持現狀，核發各軍軍費[2]:3824。
- 4月29日——張學良離開北平赴天津，次日自天津飛南京出席國民代表會議[2]:3824。
- 4月30日——中國國民黨中央監委鄧澤如、林森、蕭佛成、古應芬於廣州聯名通電彈劾蔣介石，電中指「蔣氏猜忌為心，陰險成性，總理以其長軍旅，畀以練兵之任，未及期年，總理逝世，迭乘時變，竊奪軍權，浸而盤踞中樞，把持國柄，潛植羽翼，威脅老成。諸同志仰總理之遺志，急國家之危難，慶其才勇，降心相從。乃瀕年以來，不知斂抑，肆虐愈深，為禍滋甚」[4]:151-152，臚列蔣介石違法叛黨、竊奪軍權、潛植羽翼、養兵自重、「剿共」不力、包庇宋子文侵食煙賭款項、操縱金融、鬻官賣缺、濫發公債、起用公群丑、迫害功臣等累累罪行，請「愛護黨國諸同志急起圖之」，對蔣介石給予嚴厲處分[2]:3825。

### 5月
- 上海兩江女子籃球隊遠征日本，是為中國第一支女子籃球隊出國比賽[2]:3847。
- 5月1日——中國國民黨中央執行委員會召開臨時全體會議，通過《中華民國訓政時期約法草案》及《首都建設案》，張學良列席並在會上發言，表示對北方治安負完全責任；汪精衛通電中國國民黨海內外各黨部，略謂蔣介石禍黨禍國，「暴橫日甚，言之痛心」，現廣東方面奮起討蔣，「事變至此，宜即依據總章，召集臨時全國代表大會，解決一切」；蔣介石在國民政府紀念周報告，略謂古應芬等通電，似以監委資格彈劾本人，而手續不合，似別有作用，本人對此電決不計較，如有武人弄兵，相信中央可不用一兵，在最短期內平亂，不虞動搖時局；張國燾根據中共中央決定，宣布撤銷鄂豫皖邊特委，成立中共中央鄂豫皖分局和鄂豫皖軍事委員會；中央銀行奉國民政府令於是日起發行「海關金單位兌換券」（簡稱「關金券」），專供繳納關稅之用[2]:3825-3826。
- 5月2日——蔣介石呈中國國民黨中央執監委員會自請議處，略謂廣州鄧澤如、古應芬等4監委聯名通電「指斥中正罪狀」，「倘果確實，則在黨紀國法皆無可恕」，鄧等通電，雖「於正式彈劾手續有所不合，但中正為尊重黨紀計，不得不請求中央徹底查辦」，並表示「中正理當靜候查辦，服從黨命，決不稍有戀棧」，中監會旋致書蔣介石，謂鄧澤如等通電，「其語皆摭拾浮言，任意指斥」，所言不合彈劾手續，請蔣「暫勿深究」[2]:3827。
- 5月4日——中國國民黨中常會決議敦勸胡漢民出席國民會議[2]:3828。
- 5月5日——國民會議在南京開幕[2]:3830。
- 5月6日——出席國民會議之全體代表由蔣介石帶領冒大雨前往中山陵謁陵，並在陵前宣誓，誓畢，一一在誓詞上簽名蓋章；國民會議預備會議選定張繼、戴季陶、吳鐵城、周作民、林植夫、陳立夫、劉純一（女）及中國國民黨中央推派之于右任、國民政府推派之張學良共9人組成大會主席團[2]:3830。
- 5月7日——國民會議召開第二次預備會議，于右任為臨時主席，主席團指定代表資格審查委員會委員47人，由吳敬恒召集[2]:3831。
- 5月8日——國民會議舉行第一次大會，于右任主席，討論《中華民國訓政時期約法草案》，蔣介石講演「約法」意義，戴季陶報告「約法」起草經過[2]:3831。
- 5月9日——國民會議開第二次大會，張學良主席，討論《教育設施之趨向案》，蔡元培對該案作詳細說明[2]:3832。
- 5月11日——國民會議舉行第三次大會，張繼主席[2]:3833。
- 5月12日——國民會議開第四次大會，戴季陶主席[2]:3834。
- 5月13日——國民會議開第五次大會[2]:3835。
- 5月14日——國民會議開第六次大會，于右任主席[2]:3835。
- 5月15日——國民會議開第七次大會，張學良主席[2]:3836。
- 5月16日——國民會議開第八次大會，戴季陶主席[2]:3837。毛澤東、朱德先後登上白雲山，指揮紅三軍、紅四軍、紅三軍團打敗王金鈺部公秉藩師，占領富田[3]:248。
- 5月17日——國民會議舉行閉幕典禮，周作民主席[2]:3838。
- 5月19日——中國國民黨中央執行委員會發表《告全國同胞書》，略謂對內消滅紅軍，對外廢除不平等條約是今後兩大主要任務，自今以後，「當積極完成訓政建設，凡有破壞和平統一者，皆為國家之公敵」[2]:3839。在毛澤東、朱德指揮下，在吉水縣白沙戰鬥打敗郭宗華部[3]:243。
- 5月20日——中國國民黨中央監察委員吳敬恒、張繼見蔣介石，商調停粵事[2]:3840。
- 5月21日——何應欽乘「豫章」艦離開南京返江西，臨行時對記者談，本人到南昌後，當再以全力「剿共」，深信最短期內必可肅清[2]:3840。
- 5月22日——紅軍在中村打敗高樹勳師[3]:249。紅軍第一方面軍臨時總前委重組，書記毛澤東，委員朱德、彭德懷、林彪、黃公略、譚震林、周以栗[3]:249。
- 5月23日——「中國共產主義左派反對派」遭受破壞，除陳獨秀、彭述之、羅漢外，其他中委悉被逮捕，整個托派中央陷於癱瘓[2]:3841。
- 5月27日——第一方面軍奪取廣昌縣，打敗第五師一部，師長胡祖玉重傷致死[3]:249。
- 5月28日——汪精衛、唐紹儀、陳濟棠等在廣州成立「國民政府」，並發表《中華民國國民政府成立宣言》，稱南京政府已成為蔣介石獨裁之工具，廣州「國民政府，自今日始，事事當反蔣中正之私，而向於總理之公」，對於軍人，「信賞必罰」，對於財政，「收入支出，一切公開」[2]:3844。
- 5月29日——蔣介石發動之對江西中央蘇區之第二次大「圍剿」被紅軍完全打破，15天內，紅軍由西向東橫掃700里，共殲敵3萬餘人；廣州「國民政府」第一次會議決議：推孫科、汪精衛、古應芬、唐紹儀、許崇智為常務委員，以陳融為秘書長，陳友仁為外交部長，鄧召蔭為財政部長[2]:3845。
- 5月31日——中国第一辆自主生产汽车“民生牌75型”载货汽车于奉天迫击炮厂下线。[5]

### 6月
- 明月歌舞團與聯華影片公司訂立集體合同，改稱聯華歌舞班，黎錦暉任主任，演員有王人美、聶耳、周璇、黎莉莉等[2]:3870。
- 6月1日——國民政府公布《中華民國訓政時期約法》，即日生效，並發表宣言，謂約法「為訓政時期之根本大法」，全體國民應對約法「竭誠擁護」[2]:3847。蘇區中央局發表《為第一次全國蘇維埃代表大會宣言》，宣佈8月1日開會成立中華蘇維埃臨時政府，因第三次「圍剿」改期為11月7日[3]:263。
- 6月2日——蔣介石電令原陸軍第四十五師番號改為陸軍第十師，師長仍由衛立煌充任[2]:389。
- 6月3日——上海世界商業儲蓄銀行開業[2]:3851。
- 6月6日——國民政府令：特任何應欽兼空軍司令，未到任以前，由朱培德代理，特任金樹仁為新疆邊防督辦，特派戴朵陶為高等考試主考官[2]:3853。
- 6月9日——國民政府任命馮軼裴為國民政府警衛軍軍長兼第一師師長，俞濟時為第二師師長[2]:3856。
- 6月12日——陸海空軍總司令部委楊虎城代理洛陽行營主任，6月20日楊電總部稱，因不能離開陝西，設設行營潼關，7月6日楊在西安宣誓就任潼關行營主任[2]:3858。
- 6月13日——中國國民黨三屆五中全會開幕[2]:3859。
- 6月15日——中國國民黨三屆五中全會第三次大會決議：由國民政府主席提請，蔣介石兼任行政院院長、宋子文任副院長，林森任立法院院長、邵元沖任副院長，王寵惠任司法院院長、張繼任副院長，戴季陶任考試院院長、劉蘆隱代理副院長，于右任任監察院院長、陳果夫任副院長，任張學良為陸海空軍副司令，同日三屆五中全會閉幕，吳敬恒致詞[2]:3860-3861。
- 6月16日——江西省地方整理委員會電中國國民黨中央，謂該會成立已三月，屆期已滿，即日宣告撤銷；軍政部委任毛邦初為航空學校少將校長，負責籌備航校[2]:3862。
- 6月17日——中國國民黨中央會議推定蔣介石為政治會議主席[2]:3862。
- 6月19日——國民政府特任李書華署理教育部部長，連聲海署理鐵道部部長，王樹翰為國民政府文官長，王未到任前由葉楚傖代理[2]:3863。
- 6月21日——蔣介石離開南京赴南昌親自組織對江西紅軍實行第三次大「圍剿」[2]:3864-3865。
- 6月23日——國民政府核定「忠孝仁愛信義和平」八字為訓民要則，是日訓令各直屬機關並轉飭各學校及地方團體將此八字制成藍底白字之匾額懸掛顯處[2]:3866。
- 6月26日——蔣介石為集中一切力量「圍剿」紅軍，在南昌成立「陸海空軍總司令行營黨政委員會」，蔣自兼委員長，魯滌平、曹浩森、程天放為副委員長，楊杏佛等16人為黨務設計委員，楊綿仲等17人為政務設計委員[2]:3868。
- 6月27日——國民政府任命陳布雷為教育部政務次長，錢昌照為教育部常務次長，錢宗澤為鐵道部政務次長[2]:3868。

### 7月
- 7月1日——蔣介石在南昌行營發出第三次「圍剿」江西蘇區紅軍之命令，蔣自任「圍剿」軍總司令，何應欽為前線總司令，聘用英、日、德軍事顧問，調集30萬國軍採取「長驅直入」之戰略，即日開始行動，何應欽之左翼集團軍趙觀濤部、陳誠部及衛立煌部向南城以北地區攻擊前進，陳銘樞之右翼集團軍上官雲相部由永豐向沙溪前進，孫連仲部由招携向寧都、黃石之線推進：上海地產經理處開業[2]:3871-3872。
- 7月6日——張學良電東北政務委員會稱：「此時如與日本開戰，我方必敗，敗則日方將我要求割地款，東北將萬劫不復，亟宜避免衝突，以公理為周旋。」[2]:3875
- 7月10日——上海煉鋼廠開爐，7月11日首次出鋼[2]:3878。
- 7月12日——蔣介石密電張學良，對日軍在東北之挑釁，須極力忍耐，勿生事端，「此非對日作戰之時」[2]:3878。
- 7月21日——蔣介石任命張學良為「剿赤軍北路集團軍總司令」，于學忠為第一集團軍總指揮，王樹常為第二集團軍總指揮[2]:3885。
- 7月22日——蔣介石任命韓復榘為「剿赤軍總預備軍團總司令」，馬鴻逵、孫桐萱、曹福林分別任預備軍第一二、三軍團總指揮[2]:3885。
- 7月25日——國民政府令：特派許世英等9人為賑務委員會委員，指定許世英、王震、劉鎮華、王守、朱慶瀾為常務委員，以許世英為委員長[2]:3888。

### 8月
- 1931年江淮大水。
- 8月4日——蔣介石在南昌電中國國民黨中央，堅持「安內可以攘外」，中央對當前國民排日運動「應取慎重態度，免為日方借口」[2]:3895。
- 8月8日——石友三在山東德州通電聲明解甲歸田，將所部交孫光前、米文和統率，歸韓復榘指揮[2]:3897。
- 8月11日——國民政府令：任命馬麟代理青海省政府主席，准山西省政府主席商震辭職，任命徐永昌代理山西省政府主席[2]:3899。
- 8月25日——清朝末代皇帝溥仪妾室文绣從天津住所静园出走，並通過律師向天津地方法院正式要求與溥儀離婚，又称刀妃革命。

### 9月
- 9月1日——中央航空學校在杭州成立[2]:3912。
- 9月2日——國民政府任命吉鴻昌為軍事參議院參議[2]:3912。
- 9月6日——張學良電令駐瀋陽北大營旅長王以哲稱：「中日關係現甚嚴重，我軍與日軍相處須格外謹慎。無論受如何挑釁，俱應忍耐，不准衝突，以免事端。」，同日張學良電臧式毅、榮臻稱：「對於日人，無論其如何尋事，我方務須萬萬容忍，不可與之反抗，致釀事端。」[2]:3915
- 9月14日——中華民國當選國際聯盟理事會非常任理事國。
- 9月15日——毛澤東指揮紅三軍團、紅四軍及紅三軍在方石嶺殲滅「剿赤」軍韓德勤師6個團及蔣鼎文師直機關及炮兵、步兵各一營，韓師損失大半，斃旅、團長3人，營長6人[2]:3919。
- 9月18日——日本關東軍進攻瀋陽，九一八事變爆發[2]:3921。
- 9月19日——零時20分，關東軍司令本莊繁令遼師攻瀋陽近郊，獨立守備隊攻遼寧，騎兵旅攻長春，獨立旅攻鳳凰城和鞍山，炮兵團從旅順向瀋陽進發；中國國民黨中常會臨時會議決議，急電蔣介石回南京主持一切[2]:3922。
- 9月20日——中國國民黨中常會續開臨時會議，討論日軍侵占瀋陽事件，決議三項：一、電粵方對外交表示態度，二、定本月23日全國下半旗並停止娛樂一天，表示瀋陽被陷哀悼，三、推定戴季陶、邵元沖、陳布雷、王正廷、陳立夫起草告全國國民書及告各國國民書[2]:3924。
- 9月21日——蔣介石自江西回南京，在陵園官邸召集在南京中央委員討論時局及應付日本侵略辦法，議定：一、外交方面：加設特種外交委員會，為對日決策研議機關；二、軍事方面：抽調部隊，北上助防，並將攻粵部隊及「剿共」計劃，悉予停緩；三、政治方面：推出蔡元培、張繼、陳銘樞專程赴粵，磋商統一團結禦侮辦法；四、民眾方面：由國民政府及中央黨部分別發布告全國軍民書及黨員書，要求國人鎮靜忍耐，努力團結，准備自衛，並信賴國際聯盟公理處斷[2]:3926。
- 9月22日——蔣介石電告張學良，若日方脅迫以簽字承認「二十一條」為退兵條件，望設法嚴拒，此案已在南京歸為國際交涉；陸海空軍副司令行營委孫殿英為第四十一軍軍長[2]:3929。
- 9月24日——中國國民黨中常會決議：中國國民黨第四次全國代表大會延期至1月12日召開[2]:3931。
- 9月25日——國民政府任顏惠慶為駐美國特命全權公使，原任伍朝樞辭職照准[2]:3933。毛澤東、朱德等〈中國工農紅軍為日本帝國主義強佔滿洲告白軍士兵兄弟書〉：「現在日本帝國主義的軍隊已經佔據了滿洲最重要的一切城市，用槍炮炸彈屠殺著滿洲勞苦的工農群眾與兵士，把滿洲已經完全看做是他們的殖民地了。」[3]:263
- 9月30日——國民政府任命陳銘樞為京滬衛戍總司令官，兼代淞滬警備司令[2]:3938。

### 10月
- 政府禁止一切示威活動，但是數以千計學生主張對日抗戰，湧入南京，再次襲擊政府高階官員；警方疲於奔命彈壓；外界批評又集中在蔣身上，蔣再度和親信討論引退一事；不考慮批評者要求對日抗戰，因為蔣認為此時抗日將是一場災難[6]:111。
- 10月3日——國民政府令：閻錫山免於通緝，外交部長王正廷呈請辭職，准免本職，特任施肇基為外交部長，施未到任前，由外交部政務次長李錦綸代理部務[2]:3942。
- 10月14日——胡漢民離開南京赴上海，結束自2月28日以來被蔣介石幽禁之生活，陳銘樞、吳鐵城、張靜江偕行[2]:3954。
- 10月16日——黑龍江省政府代理主席馬占山由黑河抵齊齊哈爾就職，並電各軍協剿張海鵬軍[2]:3957。
- 10月19日——中國國民黨中常會決議：「凡本黨同志自第二屆第四次全體會議以後因治關係而開除黨籍者，一律恢復黨籍，俟第四次全國代表大開開會時提追認。」[2]:3958
- 10月21日——何應欽奉蔣介石電召由南昌返回南京，南昌行營事務由參謀長賀國光代理；馬占山在齊齊哈爾正式就任黑龍江代理省主席[2]:3960。

### 11月
- 11月1日——國民政府派顧維鈞、張作相、張群、吳鐵城、羅文幹、湯爾和、劉哲為接收東北各地事宜委員會委員，以顧維鈞為委員長[2]:3970。
- 11月4日——江橋抗戰開始[2]:3973。
- 11月6日——國民政府任命谷正倫為憲兵司令，11月7日谷向蔣介石請示關於組織憲兵司令部及其職權問題；南京「剿匪」總司令部奉蔣介石令取消，南京衛戍司令部改番號為第八十三師，移防蚌埠[2]:3975。
- 11月7日——中国共产党于苏联国庆日在中央苏区创建中华苏维埃共和国，定都江西瑞金[7]。
- 11月14日——中國國民黨第四次全國代表大會舉行第一次大會，出席代表341人，中執監委24人，蔣介石任大會主席[2]:3984。
- 11月15日——全國財政委員會在南京成立，主席蔣介石；全國經濟委員會在南京成立，蔣介石報告經濟建設、農工商振興及交通建設等情況和計劃[2]:3985-3986。
- 11月17日——國民政府令免黑龍江省政府委員兼省主席萬福麟本兼各職，任命馬占山為黑龍江政府委員兼省政府主席[2]:3988。
- 11月21日——張學良委萬福麟為陸海空軍副司令行營總參議[2]:3992。
- 11月23日——國民政府特任顧維鈞代理外交部長；中國國民黨四全大會閉幕，蔣介石致閉幕詞[2]:3994。
- 11月25日——胡漢民為調解粵方中國民四全大會分裂局面，是日離開上海赴香港，伍朝樞等偕行[2]:3995。
- 11月27日——中華蘇維埃共和國中央政府執行委員會在瑞金召開第一次會議，選舉毛澤東為中央執行委員會主席，項英、張國燾為副主席[2]:3997。
- 11月28日——國民政府令：外交部長施肇基代表政府出席國際聯盟會議，責任重大，一時不能回京，特任顧維鈞署理外交部部長，即日就職任事[2]:3999。
- 11月29日——蔣介石致電汪精衛，請促粵方早息糾紛，從速入京，俾中央全會得以定期舉行，「中正以一人之身，急圖北上，立待全會開成，俾奉命遄征，得有遵循」；蔣介石下令將第三黨領袖鄧演達秘密殺害於南京麒麟門外沙子崗[2]:4000。
- 11月30日——國民政府令：特派何應欽為駐贛綏靖主任，劉峙為駐豫綏主任，何成濬為駐鄂綏靖主任；陸海空軍總司令部正式取消，所有文職人員交國民政府文官處任用，武職人員分發國民政府參軍處及軍事參議院任用[2]:4000。

### 12月
- 12月1日——中華蘇維埃共和國中央執行委員會發出第一號布告，內稱，中華工農兵蘇維埃第一次全國代表大會於1931年11月7日在江西蘇區召開，會議通過政綱、憲法、土地法、勞動法、紅軍問題、經濟問題等重要法令，宣告中華蘇維埃共和國成立，選出毛澤東、項英、張國燾、周恩來等63人為中央執行委員，組織中央執行委員會，為全國代表大會之後之最高政權機關[2]:4001。
- 12月3日——國民政府令：准駐贛綏靖主任何應欽辭職，特派朱紹良繼任[2]:4004。
- 12月5日——蔣介石電張學良嚴令阻止北平學生南下請願，「如不能勸阻，寧可停車，不予通行，以免效尤」；署外交部長顧維鈞以外交棘手，向蔣介石求辭職，蔣表示殷切挽留[2]:4005。
- 12月9日——中國國民黨中政會決議：一、召開國難會議，推定葉楚傖等為籌備委員；二、設立特種教育委員會，推定蔡元培、戴季陶、吳敬恒、何應欽、李石曾、朱培德、邵力子等25人為委員，蔡為委員長[2]:4009。
- 12月15日——蔣介石通電下野，略謂因粵方「胡漢民等同志微（5）日通電，且有中正必須下野，解除兵柄，始赴京出席等語。是必欲中正解職於先，和平統一方得實現」，「權衡輕重，不容稍緩須臾，再四思維，惟有懇請中央准予辭去國民政府主席等本兼各職……」；中國國民黨中央執行委員會第四次臨時常務會議決議：准蔣介石辭國民政府主席兼行政院院職務，推選林森代理國民政府主席，陳銘樞代理行政院院長；張學良電蔣介石，請辭陸海空軍副司令職，同日國民政府准張學良辭職，改任北平綏靖公署主任；國民政府令：免馬鴻賓甘肅省政府主席兼職，任邵力子為省政府委員兼主席，甘肅省政府委員馬文車免職聽候查辦，任賀耀組為省政府委員；特派賀耀組為甘寧青慰使，任孫蔚如兼甘肅宣慰使；國民政府令：馬鴻賓前已被任命為甘涼肅邊防司令，所有該三路軍隊歸其節制[2]:4015-4016。
- 12月16日——邵力子向國民政府呈辭甘肅省政府主席職[2]:4017。
- 12月21日——國民政府任命戴戟為淞滬警備司令，原任熊式輝免職[2]:4021。
- 12月22日——中國國民黨四屆一中全會在南京開幕；蔣介石出席四屆一中全會開幕後，下午偕宋美齡乘飛機赴上海轉返原籍浙江奉化，臨行前致函于右任等，表示決還鄉歸田，從此拒絕任何函電來往；張學良電蔣介石，謂「公今旋里，毋任痛心！日寇近迫錦州，河北局面如何善處，乞公賜最後指針」；顧維鈞向國民政府再辭外長職，乘機飛上海，外交部務由常務次長金問泗代理[2]:4021。
- 12月23日——教育部長李書華向國民政府呈請辭職[2]:4022。
- 12月24日——中國國民黨四屆一中全會舉行第一次正式會議，出席委員共00人，孫科主席；國民政府警衛軍兩師改番號，警衛軍第一師顧祝同部改為第八十十，調第二師師長樓景樾充任師長，警衛軍第二師改為第八十八師，仍由俞濟時任師長[2]:4023。
- 12月26日——國民政府令：任命楊杰為陸軍大學校長[2]:4025。
- 12月28日——中國國民黨四屆一中全會第四次會議決議：一、推舉胡漢民、汪精衛、蔣介石、于右任、葉楚傖、顧孟餘、居正、孫科、陳果夫9人為中央執行委員會常委，葉楚傖為秘書長；二、選任林森為國民政府主席，蔣介石、汪精衛、胡漢民、唐紹儀、張靜江、蔡元培、蕭佛成、鄧澤如、謝持、許崇智、王法勤、李烈鈞、鄒魯、邵元沖、陳果夫、葉楚傖、宋子文、王伯群、方振武、熊克武、閻錫山、馮玉祥、趙戴文、王樹翰、薛篤弼、劉尚清、柏文蔚、程潛、經亨頤、孔祥熙、恩克巴圖、楊庶堪、馬福祥33人為國民政府委員；孫科為行政院長、陳銘樞為副院長，張繼為立法院院長、覃振為副院長，伍朝樞為司法院院長、居正為副院長，戴季陶為考試院院長、劉蘆隱為副院長，于右任為監察院院長、丁惟汾為副院長；三、通過中央政治會議組織原則，推選蔣介石、汪精衛、胡漢民三人為中央政治會議常委，輪流充當會議主席等[2]:4026-4027。
- 12月29日——中國民黨四屆一中全會閉幕，孫科致閉幕詞，稱此會「為黨開一新紀元」；伍朝樞向中國國民黨中常會請辭司法院院長及代理特種外交委員會委員長職[2]:4028。
- 12月30日——國民政府令：內政部長劉尚清、外交部長施肇基、署外交部長顧維鈞、軍政部長何應欽、海軍部長楊樹莊、財政部長宋子文、署教育部長李書華、交通部長王伯群、署鐵道部長連聲海、實業部長孔祥熙、代理司法行政部長朱履龢呈請辭職，均准免本職，特任李文範為內政部長、陳友仁為外交部長、何應欽為軍政部長、陳紹寬為海軍部長、黃漢梁為署理財政部長、朱家驊為教育教長、陳銘樞兼交通部長、葉恭綽為鐵道部長、陳公博為實業部長、羅文幹為司法行政部長；國民政府令：蒙藏委員會委員長馬福祥、禁煙委員會委員長劉瑞恆呈請辭，准免本職，特任石青陽為蒙藏委員會委員長，劉瑞恒為禁煙委員會委員長；國民政府令：參謀總長朱培德、訓練總監何應欽、軍事參議院院長張景惠呈請辭職，均准免本職，特任朱培德為參謀總長、李濟深為訓練總監、唐生智為軍事參議院院長[2]:4029。

## 逝世
- 2月2日——孫寶琦，前北洋政府國務總理，在上海病故[2]:3774。
- 6月24日——馮軼裴，國民政府警衛軍軍長兼第一師師長，於南京病故[2]:3867。
- 8月——楊賢江，在日本長崎病逝[2]:3911。
- 8月11日——岳維峻，國軍第三十四師師長，被紅安蘇維埃政府處死[2]:3792-3793。
- 8月31日——蔣光慈，現代詩人、小說家，病逝[2]:3911。
- 9月——黃公略，紅軍第三軍軍長，率部在江西吉安、東固轉移途中，遭到空軍飛機轟炸掃射，中彈身亡[2]:3940。
- 9月17日——楊度，前「籌安會六君子」之一、中共黨員，在上海病逝[2]:3921。
- 10月28日——古應芬，中國國民黨中央監察委員、廣州國民政府委員，在廣州病故[2]:3967。